# Joana Rosa
Joana Gomes Rosa Amado, ou apenas Joana Rosa, (Nossa Senhora da Luz, Cabo Verde) foi líder parlamentar do Movimento para a Democracia (MpD), Ministra da Justiça de Cabo Verde (Maio de 2021) e a primeira mulher a concorrer a uma Câmara Municipal em seu país (1995).

## Biografia
Nasceu na freguesia da Nossa Senhora da Luz, Concelho do Maio, Cabo Verde, tendo feito os estudos primários na Ilha de Maio. Na Cidade da Praia, frequentou o ensino secundário.
Formou-se em Direito,tendo também uma Pós-Graduação em Direito Bancário, Governação e Administração, e o grau de Mestre em Governação e Administração. Frequentou ainda o curso de Administração na Escola de Negócios e Governação da Universidade de Cabo Verde, e de Secretariado no Instituto Superior de Contabilidade e Administração de Lisboa.
Joana desempenhou funções como advogada, consultora jurídica e, entre 1994/95, Diretora de Gabinete do Ministro da Agricultura de Cabo Verde.
Em 1995, torna-se na primeira mulher a concorrer a uma Câmara Municipal em Cabo Verde, tendo sido Presidente da Assembleia Municipal do Maio por dois Mandatos.
Foi eleita deputada da Nação, tendo desempenhado funções de Vice-Presidente da Bancada Parlamentar do MpD nas direções presididas por Ulisses Correia e Silva e de Fernando Elísio Freire, e Vice-Presidente da Rede de Mulheres Parlamentares. No decorrer da sua atividade política, esteve ligada a Comissões sobre assuntos jurídicos, nomeadamente foi vice Presidente da Comissão de Revisão Constitucional de 2010, da Comissão dos Assuntos Jurídicos, membro da Comissão Paritária pacote Justiça, e presidiu a Comissão Especializada de Assuntos Constitucionais, Direitos Humanos, Segurança e Reforma do Estado. Foi, ainda, Consultora do Banco Mundial, da FAO.
Em janeiro de 2020, foi eleita líder parlamentar do MpD tendo deixado essa posição quando se tornou Ministra da Justiça do VIII Governo Constitucional da segunda República de Cabo Verde, em Maio de 2021.